# Lithobius fissuratus
Lithobius fissuratus är en mångfotingart som beskrevs av Carl Graf Attems 1934. Lithobius fissuratus ingår i släktet Lithobius och familjen stenkrypare. Inga underarter finns listade i Catalogue of Life.